# The Essential Clash
The Essential Clash è una raccolta dei Clash che fa parte delle compilation pubblicate dalla Sony riguardanti il gruppo inglese.

## Tracce
Tutte le canzoni sono state scritte da Strummer/Jones, eccetto dove compaiono le note.

### Disco uno
1. White Riot - 1:59
2. 1977 - 1:41
3. London's Burning - 2:10
4. Complete Control - 3:13
5. Clash City Rockers (original version) - 3:56
6. I'm So Bored with the U.S.A. - 2:25
7. Career Opportunities - 1:52
8. Hate & War - 2:05
9. Cheat - 2:06
10. Police & Thieves (Murvin/Perry) - 6:00
11. Janie Jones - 2:05
12. Garageland - 3:13
13. Capital Radio One - 2:09
14. (White Man) in Hammersmith Palais - 4:01
15. English Civil War (traditional, riarrangiato da Strummer, Jones) - 2:36
16. Tommy Gun - 3:17
17. Safe European Home - 3:51
18. Julie's Been Working for the Drug Squad - 3:04
19. Stay Free - 3:40
20. Groovy Times - 3:30
21. I Fought the Law (S. Curtis) - 2:39

### Disco due
1. London Calling - 3:20
2. The Guns of Brixton (P. Simonon) - 3:10
3. Clampdown - 3:50
4. Rudie Can't Fail - 3:29
5. Lost in the Supermarket - 3:47
6. Jimmy Jazz - 3:55
7. Train in Vain [Stand by Me] - 3:11
8. Bankrobber - 4:35
9. The Magnificent Seven (The Clash) - 5:33
10. Ivan Meets G.I. Joe (The Clash) - 3:07
11. Police on My Back (Grant) - 3:17
12. Stop the World (The Clash) - 2:33
13. Somebody Got Murdered (The Clash) - 3:34
14. The Street Parade (The Clash) - 3:29
15. This Is Radio Clash (The Clash) - 4:11
16. Ghetto Defendant (The Clash) - 4:44
17. Rock the Casbah (The Clash) - 3:42
18. Straight to Hell (The Clash) - 5:30
19. Should I Stay or Should I Go (The Clash) - 3:08
20. This Is England (Strummer, Rhodes) - 3:50

## Formazione
The Clash
- Topper Headon - batteria, percussioni; basso, pianoforte e battiti di mani in Rock the Casbah
- Mick Jones - chitarra solista, voce, armonie vocali, chitarre
- Paul Simonon - basso, armonie vocali; voce in The Guns of Brixton
- Joe Strummer - voce, chitarra ritmica, armonie vocali

Altri musicisti
- Terry Chimes - batteria nelle tracce 1, 2, 3, 6, 7, 8, 9, 10, 11, 12 (disco 1)
- Mickey Gallagher - organo in Clampdown, piano elettrico in Train in Vain, tastiere in The Magnificent Seven
- Mikey Dread - effetti sonori in Bankrobber
- Allen Ginsberg - voce in Ghetto Defendant
- Joe Ely - armonie vocali in Should I Stay or Should I Go?
- Nick Sheppard - chitarra in This Is England
- Bernie Rhodes - batteria elettronica in This Is England

Crediti
- Mickey Foote - produttore nelle tracce 1, 2, 3, 6, 7, 8, 9, 10, 11, 12 (disco 1)
- Bill Price - ingegnere del suono
- Sandy Pearlman - produttore nelle tracce 15, 16, 17, 18, 19 (disco 1)
- Guy Stevens - produttore nelle tracce 1, 2, 3, 4, 5, 6, 7 (disco 2)
- Mikey Dread - produttore nella traccia 8 (disco 2)
- The Clash - produttore
- Bernie Rhodes - produttore nella traccia 20 (disco 2)